# Cordova (Alasca)

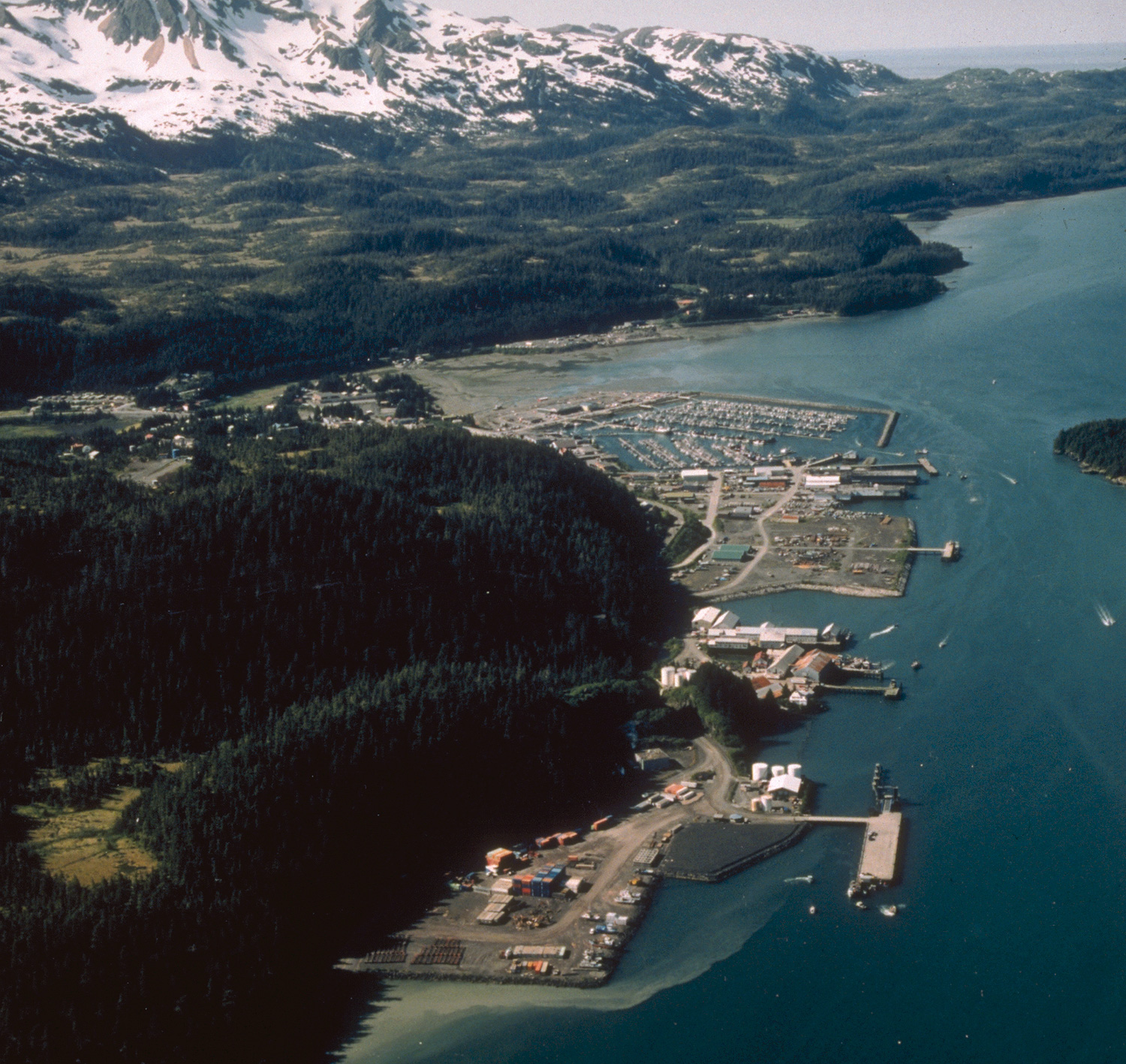

Cordova é uma cidade localizada no estado americano de Alasca, no Distrito de Valdez-Cordova.

## Demografia
Segundo o censo americano de 2000, a sua população era de 2454 habitantes.
Em 2006, foi estimada uma população de 2339, um decréscimo de 115 (-4.7%).

## Geografia
De acordo com o United States Census Bureau tem uma área de
195,9 km², dos quais 158,9 km² cobertos por terra e 37,0 km² cobertos por água.

## Localidades na vizinhança
O diagrama seguinte representa as localidades num raio de 128 km ao redor de Cordova.